# Bottmingen
Bottmingen es una comuna suiza del cantón de Basilea-Campiña, situada en el distrito de Arlesheim. Limita al norte con la comuna de Binningen, al noreste con Basilea (BS), al sureste con Reinach, y al sur y oeste con Oberwil.

## Referencias

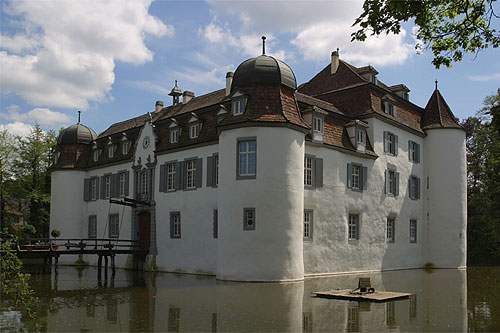
Palacio Weiherschloss en Bottmingen.